# Sučanský hrad
Sučanský hrad (slovensky Sučiansky hrad) je zřícenina hradu v Hradské dolině ve Velké Fatře nad obcí Podhradie v okrese Martin. Hrad leží na vrcholu kopce Smreková v nadmořské výšce 890 m.

## Historie[1]
Hrad postavil v třináctém století tehdejší majitel Sučan Mikuláš, syn Detrichův . Měl za úkol chránit cestu směrem na Liptov. V roce 1430 byla postavena malá gotická pevnůstka, jejíž zbytky se dodnes vypínají přímo nad obcí. Podle vyprávění obyvatel obce byla pevnůstka spojena s hradem podzemní chodbou. Hrad pravděpodobně zanikl v roce 1488 při vojenské akci krále Matyáše. Pevnůstka podle všeho ještě nějakou dobu sloužila.

## Současný stav
Hrad v současnosti představují chabé zbytky zdiva, vysoké sotva 20 cm, příkop a záseky ve skále. Proto je hrad v zimním období téměř neviditelný.